# Olendry (województwo podlaskie)
Olendry – wieś w Polsce położona w województwie podlaskim, w powiecie siemiatyckim, w gminie Siemiatycze.

## Historia
Miejscowość, położona nad Bugiem, założona została przez Olędrów.
Według Pierwszego Powszechnego Spisu Ludności z 1921 roku Olendry były wsią liczącą 20 domów i zamieszkałą przez 97 osób (47 kobiet i 50 mężczyzn). Miejscowość miała charakter dwuwyznaniowy, bowiem 57 mieszkańców miejscowości zadeklarowało wówczas wyznanie rzymskokatolickie, a 40-u wyznanie prawosławne. Ponadto wieś była także dwunarodowa, gdyż mieszkało w niej 58 Polaków i 39 Białorusinów. W okresie międzywojennym miejscowość znajdowała się w powiecie bielskim.
W latach 1975–1998 miejscowość położona była w województwie białostockim.
Przy Olendrach znajduje się most kolejowy nad Bugiem.
Wierni kościoła rzymskokatolickiego należą do parafii św. Apostołów Piotra i Pawła w Siemiatyczach Stacji.

## Turystyka
Przez miejscowość przechodzą dwa szlaki turystyczne: Szlak Bunkrów i Szlak Doliny Moszczonej.

## Galeria

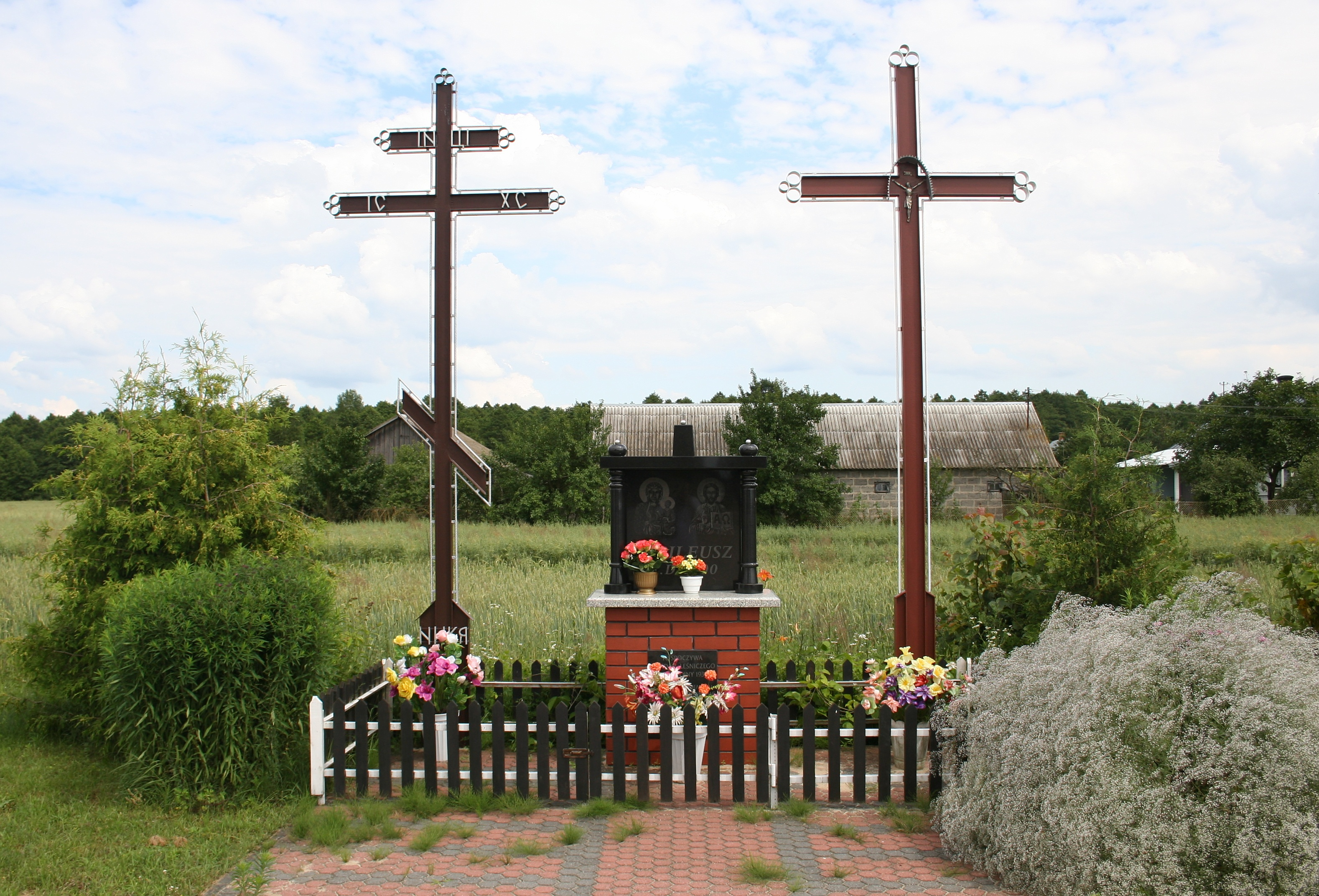
Ekumeniczne krzyże na początku miejscowości, postawione na pamiątkę śmierci żony leśnika w 1939 roku
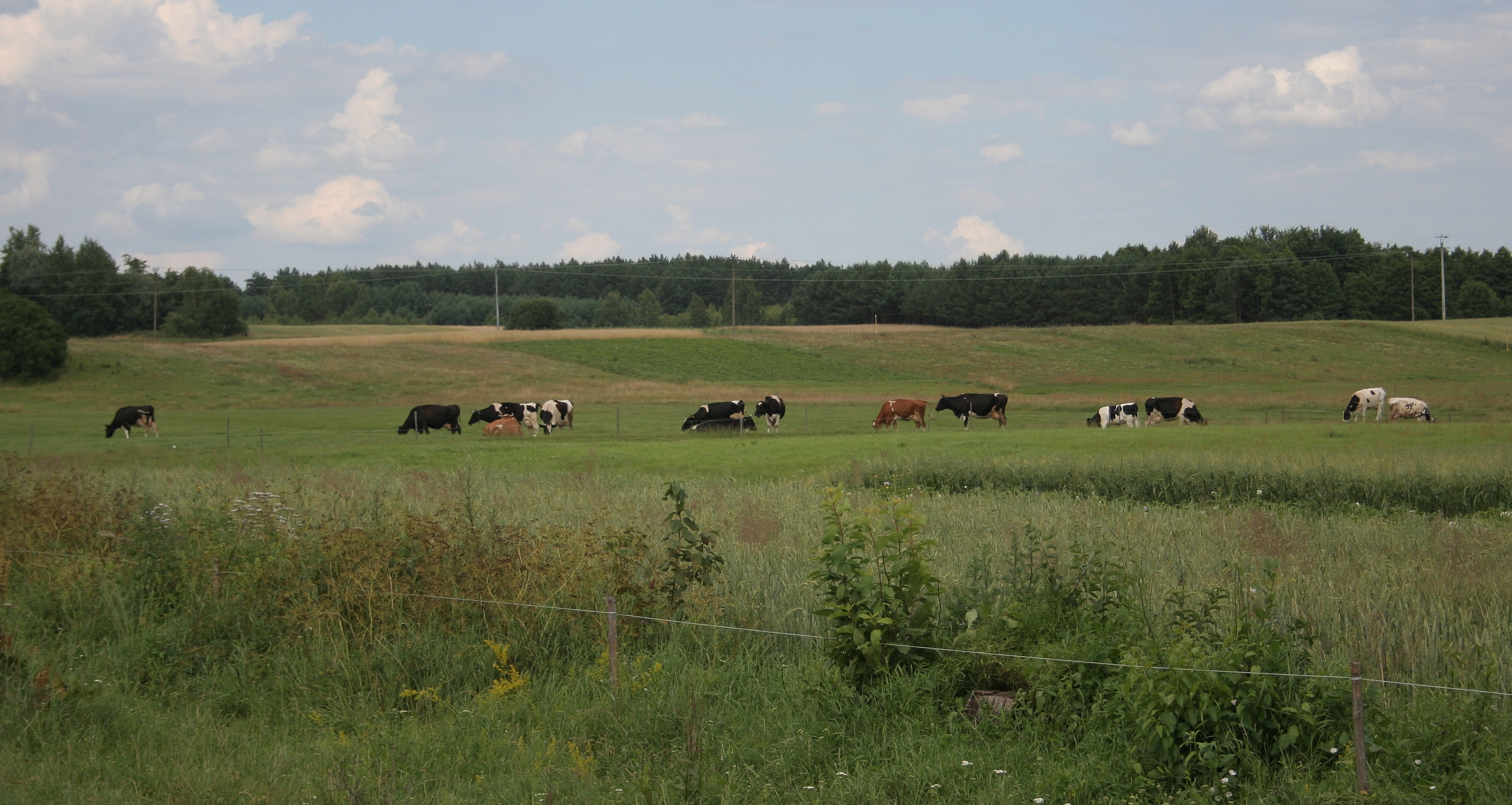
Pastwisko w Olendrach
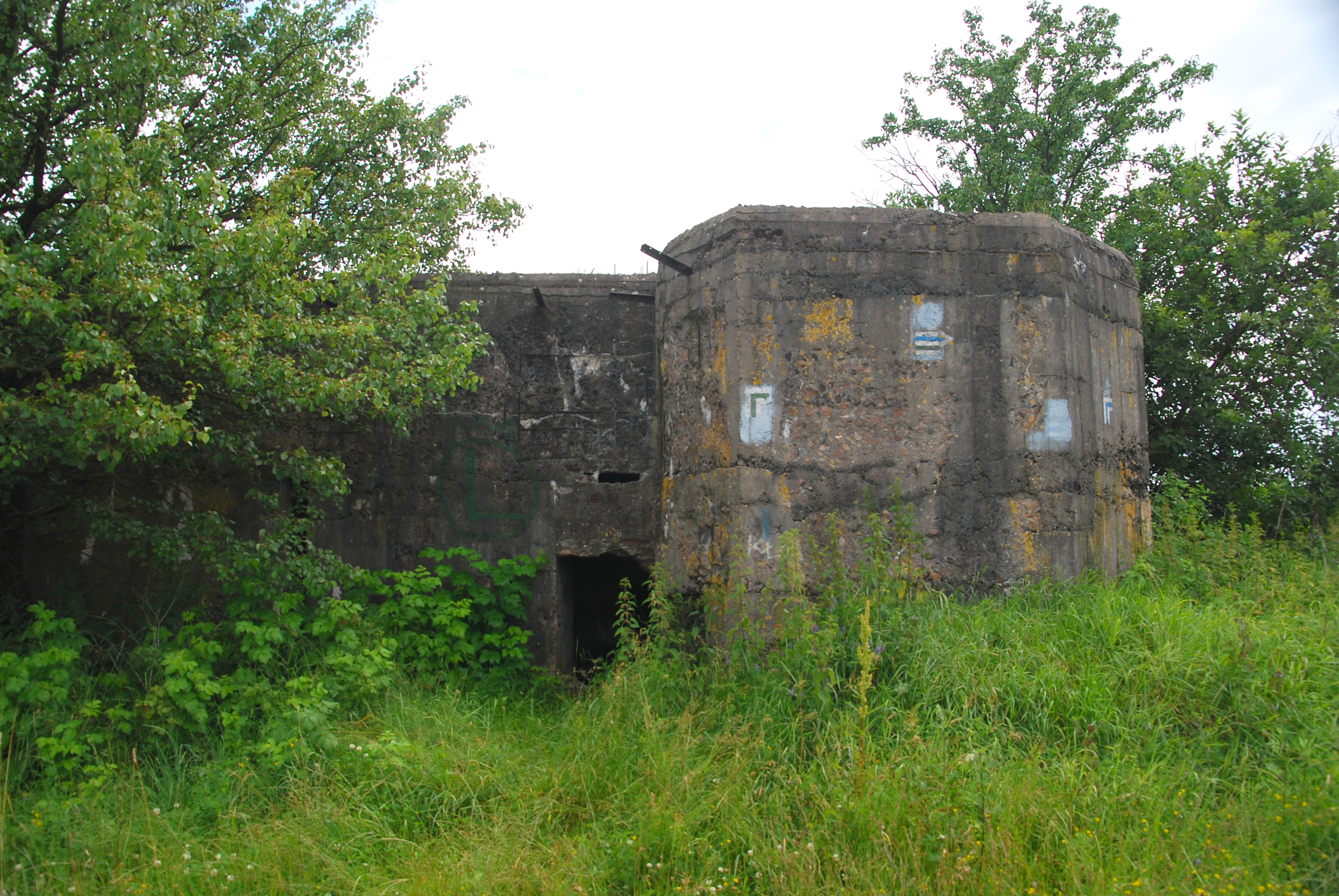
Ruiny bunkra